# 普安站 (越南)
普安站（越南语：／*/?）是越南河太铁路的一座火车站，位于太原省普安市，距河内站51公里。铺设有标准轨及米轨共行的混合轨。